# رابرت رودریگز
رابرت آنتونی رودریگز (به اسپانیایی: Robert Anthony Rodríguez) (زاده ۲۰ ژوئن ۱۹۶۸) کارگردان، فیلم‌نامه‌نویس و تهیه‌کننده آمریکایی است.
رودریگز در سن آنتونیوی تگزاس متولد شده‌ است و والدین او آمریکایی – مکزیکی و دورگه هستند. مادر او پرستار و پدر او یک فروشنده است. او علاقه به سینما و فیلم را زمانی که پدرش برای او اولین دستگاه VCR را همراه با یک دوربین خرید در سن ۱۱ سالگی آغاز کرد. او در دبیرستان از بازی‌های فوتبال فیلم می‌گرفت و طبق گفته خواهرش بعد از فیلمبرداری آن‌ها را به شیوه سینمایی تدوین می‌کرد. بعد از دبیرستان رودریگز به دانشگاه تگزاس رفت و علاقه به ساخت کارتون هم در آنجا نشان داد. او زیاد نمره‌های بالایی تا بتواند به مدرسه فیلمسازی راه پیدا کند؛ برای همین شروع به ساخت یک سری کتاب‌های کمیک براساس شخصیت‌هایی کرد که براساس خواهر و برادرانش آن‌ها را خلق کرده بود. این کمیک بسیار موفق بود و به مدت ۳ سال در روزنامه دانش آموزشی " The Daily Texan " انتشار می‌یافت و همین حال رودریگز شروع به ساخت فیلم‌های کوتاه بدون بودجه کرد. سرانجام در پاییز سال ۱۹۹۰ او توانست وارد مسابقه فیلم محلی شود و سپس بتواند جایگاهی در برنامه فیلم‌سازی دانشگاه برای خود کسب کند و آن‌جا فیلم ۱۶ میلی‌متری خود به اسم «کله تختی» (BedHead) را بسازد. با این فیلم او شیوه فیلم‌سازی خود را نشان داد؛ کات‌های سریع، زوم‌های شدید و حرکات سریع دوربین همراه با شوخ طبعی و اکشن فراوان.
فیلم کوتاه او توجه بسیاری را به خود جلب کرد که تشویق‌کننده او برای ادامه حرفه فیلم‌سازی بود. او شروع به ساخت یک فیلم اکشن به اسم El Mariachi کرد که آن را فقط با ۷ هزار دلار و به کمک دستمزدی که با شرکت در یک بیمارستان تحقیقات دارویی به دست آورده بود ساخت. این فیلم در جشنواره فیلم ساندانس موفق بود و جایزه بهترین فیلم از دید تماشاگران را برنده شد. فیلم ابتدا برای شبکه فیلم خانگی آن هم با زبان اسپانیایی در نظر گرفته شده بود؛ ولی بعداً با هزینه‌های چندین هزار دلاری توسط استودیوی کلمبیا پیکچرز در آمریکا اکران شد و باعث شد خیلی کارگردانان از رودریگز الهام گرفته و مانند او فیلم‌هایی با این بودجه‌های اندک بسازند. 
رودریگز تجربیات و آموزه‌های خود را در کتابی به نام «شورشی بدون عوامل پشت‌صحنه» (Rebel without a crew) منتشر کرد که به عنوان یکی از بهترین کتاب‌ها در مورد هنر فیلمسازی شناخته می‌شود. این کتاب با عنوان «سینماگر دست تنها: چگونه یک جوان بی‌پول با ساخت اولین فیلم خود از گنده‌های هالیوود شد» با ترجمه پارسا زاهدی و توسط نشر روزنه کار در ایران منتشر شده است.

## فیلم‌شناسی
- ال ماریاچی (۱۹۹۱)
- دسپرادو (۱۹۹۵)
- چهار اتاق (۱۹۹۵)
- از گرگ و میش تا سحر (۱۹۹۶)
- بچه‌های جاسوس (۲۰۰۱)
- بچه‌های جاسوس ۲ (۲۰۰۲)
- بچه‌های جاسوس ۳ (۲۰۰۳)
- روزی روزگاری در مکزیک (۲۰۰۳)
- شهر گناه (۲۰۰۵)
- شهر گناه: بانویی که به خاطرش می‌کشم (۲۰۱۴)
- ماجراهای پسر کوسه‌ای و دختر گدازه‌ای در بعد سوم (۲۰۰۵)
- سیاره ترور (۲۰۰۷)
- فسقلی‌ها (۲۰۰۹)
- ماشته (۲۰۱۰)
- ماشته میکشد (۲۰۱۳)
- بچه‌های جاسوس ۴ (۲۰۱۱)
- آلیتا: فرشته جنگ (۲۰۱۹)